# Anabarhynchus yuraygirensis
Anabarhynchus yuraygirensis är en tvåvingeart som beskrevs av Lyneborg 2001. Anabarhynchus yuraygirensis ingår i släktet Anabarhynchus och familjen stilettflugor. Inga underarter finns listade i Catalogue of Life.